# Al St. John

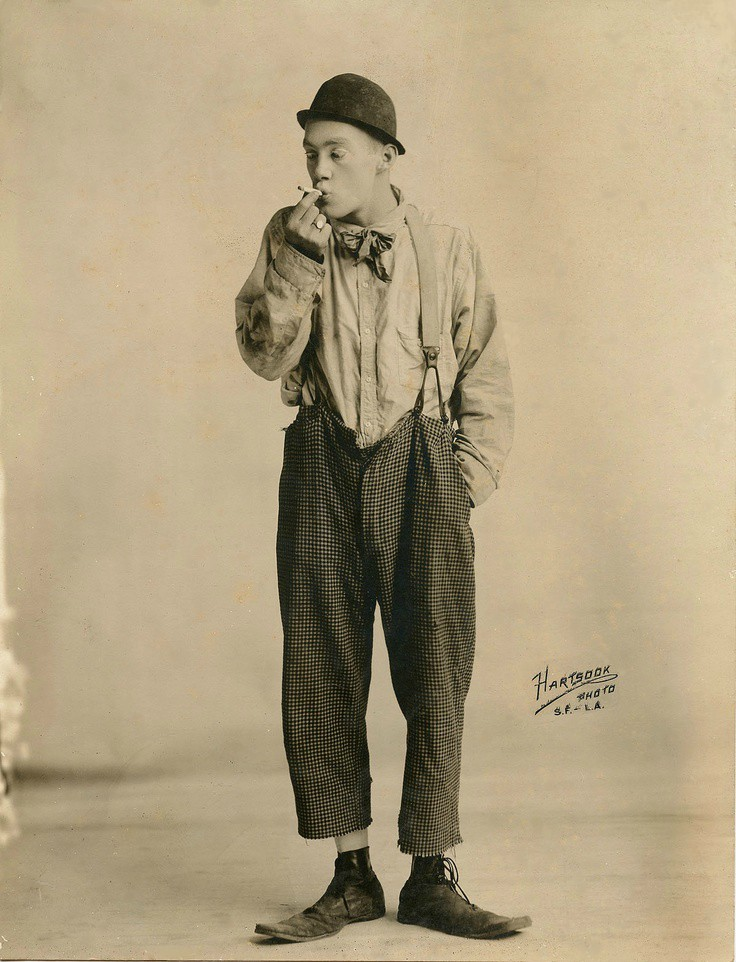
Retrat del 1917 en un dels seus personatges còmics

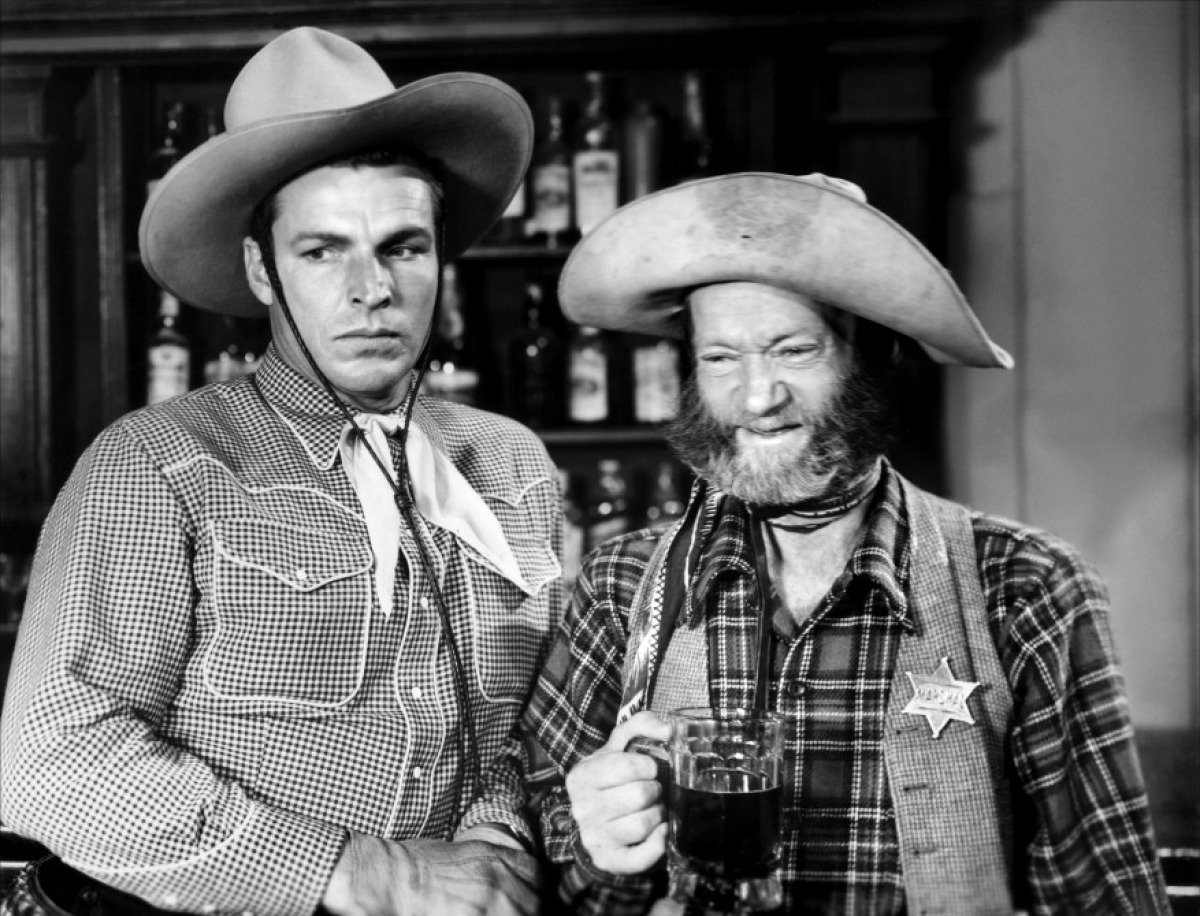
Al St. John com a "Fuzzy Q. Jones" amb Buster Crabbe a la pel·lícula "Shadows of Death" (1945)

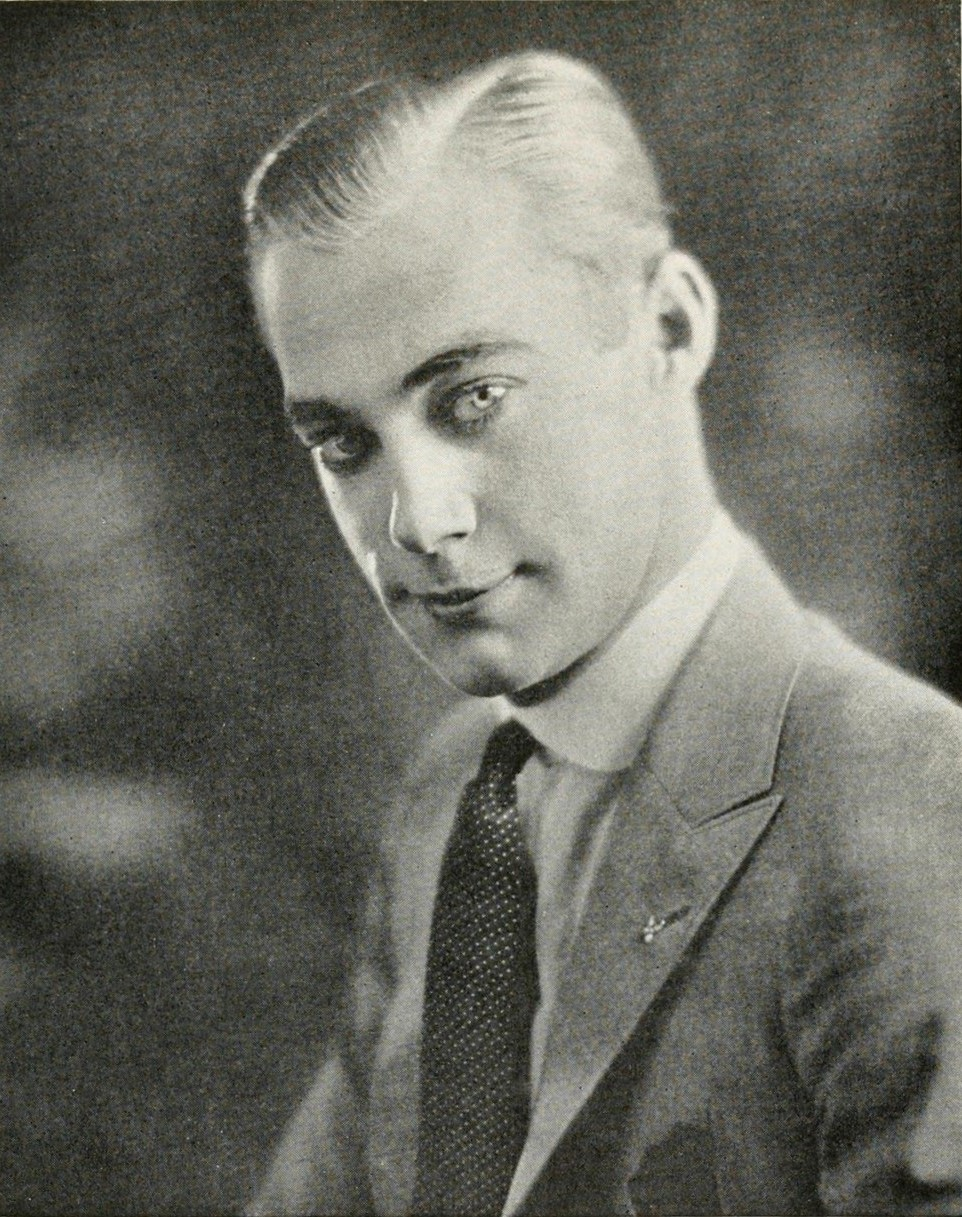
Retrat de l'actor (1920)

Al St. John (Santa Ana (Califòrnia), 10 de setembre de 1892 − Lyons (Geòrgia)), 21 de gener de 1963) va ser un actor que durant l’època del cinema mut fou conegut pels seus papers còmics i que posteriorment, ja amb l’arribada del sonor, participà en multitud de westerns interpretant a Fuzzy Q. Jones. Entre el 1912 i el 1952 aparegué en unes 346 pel·lícules.

## Biografia
Nascut a Santa Ana (Califòrnia), ls seus pares eren Walter St. John i Nora Arbuckle, germana del gran còmic Roscoe Arbuckle. Al era només sis anys més jove que el seu oncle Fatty i quan aquest inicià una carrera en el mon del vodevil seguí les seves passes. Després d'uns anys de carrera en el vodevil, en la qual la seva especialitat eren els trucs amb bicicleta, a partir del gener de 1913, St. John va començar a fer petites aparicions en curtmetratges de la Keystone.
El jove, de dinou anys, probablement seria qui va presentar el seu oncle Fatty a Sennett. Les seves habilitats amb la bicicleta serien aprofitades en diferents pel·lícules com és el cas de “Bombs!” (1916) o “Out of Place” (1922). També va intervenir en algunes de les pel·lícules de Charles Chaplin com "Mabel's Strange Predicament" (1914), "The New Janitor" (1914), "His Prehistoric Past" (1914) o el llargmetratge "Tillie's Punctured Romance" (1914). De totes maneres, els millors papers de St. John a la Keystone van ser a les pel·lícules del seu oncle, interpretant en un pinxo de poble, primmirat i venjatiu que era el principal rival de Fatty per a l'atenció de la noia que tan podia ser Mabel Normand com Minta Durfee. Entre les pel·lícules amb Roscoe Arbuckle es poden destacar "The Butcher-Boy" "A Reckless Romeo" i "His Wedding Night", totes tres del 1917.
Ocasionalment també assistia el seu oncle en la direcció de les pel·lícules, cosa que ocasionalment continuaria fent més endavant. Després de la Keystone passà a la Warner Bros. ("Speed"), la Metro ("The High Sign"), i la Fox ("The Simp", "The Big Secret", "The Hayseed"). Quan Arbuckle va formar la seva pròpia productora, va endur-se St. John amb ell i també va reclutar Buster Keaton formant un formidable trio de còmics.
El 1918 va tenir una primera incursió en el gènere del western amb “Out West” però durant la dècada dels 20 encara seria el protagonista de diferents pel·lícules còmiques. Posteriorment, St John es va especialitzar en pel·lícules de westerns de baix pressupost. El seu principal paper en els westerns era el del barbut desmanegat “Fuzzy Q. Jones”, company còmic de l’heroi de la pel·lícula que clàssicament serien Bob Steele, George Houston, Buster Crabbe o Lash LaRue, en sèries de pel·lícules com "Billy the Kid" o "The Lone RIder", St. John també creà el personatge de “Stoney” per la pel·lícula The Law of the 45's (1935) de la que es realitzarien diferents seqüeles sota el paraigües de "The Three Mesquiteers", en alguna de les quals el seu personatge seria interpretat per John Wayne. Cap a finals dels anys 40 va abandonar el cinema però romangué actiu actuant en rodeos fent números amb la bicicleta. Es trobava de gira quan morí sobtadament víctima d'un atac de cor.

## Filmografia

### Actor
- The Jealous Waiter (1913)
- Her Birthday Present (1913)
- A Landlord's Troubles (1913)
- A Doctored Affair (1913)
- A Wife Wanted (1913)
- Murphy's I.O.U. (1913)
- The Darktown Belle (1913)
- Barney Oldfield's Race for a Life (1913)
- The Gangsters (1913)
- A Noise from the Deep (1913)
- The Riot (1913)
- Mother's Boy (1913)
- His Sister's Kids (1913)
- In the Clutches of the Gang (1914)
- Won in a Closet (1914)
- Double Crossed (1914)
- Mabel's Strange Predicament (1914)
- Mabel at the Wheel (1914)
- Tango Tangles (1914)
- The Star Boarder (1914)
- The Passing of Izzy (1914)
- Caught in a Cabaret (1914)
- The Alarm (1914)
- The Knockout (1914)
- Mabel's Busy Day (1914)
- Fatty and the Heiress (1914)
- Fatty's Finish (1914)
- Mabel's Married Life (1915)
- The Sky Pirate (1914)
- Soldiers of Misfortune (1914)
- Those Country Kids (1914)
- The Rounders (1914)
- Mabel's Blunder (1914)
- Lover's Luck (1914)
- He Loved the Ladies (1914)
- The New Janitor (1914)
- Fatty's Debut (1914)
- Hello, Mabel (1914)
- The Anglers (1914)
- High Spots on Broadway (1914)
- Mabel's New Job (1914)
- Zip, the Dodger (1914)
- The Love Thief (1914)
- Stout Hearts But Weak Knees (1914)
- Shot in the Excitement (1914)
- An Incompetent Hero (1914)
- Tillie's Punctured Romance (1914)
- Fatty's Jonah Day (1914)
- Fatty's Wine Party (1914)
- Leading Lizzie Astray (1914)
- His Prehistoric Past (1914)
- The Plumber (1914)
- Fatty's Magic Pants (1914)
- Wild West Love (1914)
- Fatty and Mabel's Simple Life (1915)
- Mabel, Fatty and the Law (1915)
- Hogan's Mussy Job (1915)
- Mabel, Fatty and the Law (1915)
- Fatty's New Role (1915)
- A Bird's a Bird (1915)
- Mabel and Fatty's Married Life (1915)
- Hogan's Romance Upset (1915)
- That Little Band of Gold (1915)
- Fatty's Faithful Fido (1915)
- When Love Took Wings (1915)
- Droppington's Family Tree (1915)
- Our Dare-Devil Chief (1915)
- Crossed Love and Swords (1915)
- Fatty's Plucky Pup (1915)
- A Rascal's Foolish Way (1915)
- Fickle Fatty's Fall (1915)
- A Village Scandal (1915)
- Fatty and the Broadway Stars (1915)
- Fatty and Mabel Adrift (1916)
- He Did and He Didn't (1916)
- Bright Lights (1916)
- His Wife's Mistakes (1916)
- The Other Man (1916)
- The Moonshiners (1916)
- The Waiters' Ball (1916)
- A Creampuff Romance (1916)
- Bombs! (1916)
- The Grab Bag Bride (1917)
- The Stone Age (1917)
- A Self-Made Hero (1917)
- A Winning Loser (1917)
- The Butcher Boy (1917)
- A Reckless Romeo (1917)
- The Rough House (1917)
- His Wedding Night (1917)
- Oh, Doctor! (1917)
- Coney Island (1917)
- A Country Hero (1917)
- The Bell Boy (1918)
- Moonshine (1918)
- Good Night, Nurse! (1918)
- The Cook (1918)
- A Scrap of Paper (1918)
- Camping Out (1919)
- The Pullman Porter (1919)
- Love (1919)
- A Desert Hero (1919)
- At the Old Stage Door (1919)
- Back Stage (1919)
- Speed (1919)
- The Aero Nut (1920)
- Cleaning Up (1920)
- Ship Ahoy (1920)
- She Loves Me, She Loves Me Not (1920)
- The Scarecrow (1920)
- Trouble (1920)
- The Window Trimmer (1920)
- The Slicker (1921)
- The Simp (1921)
- The Big Secret (1921)
- The High Sign (1921)
- The Hayseed (1921)
- Three Good Pals (1921)
- Ain't Love Grand? (1921)
- Small Town Stuff (1921)
- The Book Agent (1921)
- Fast and Furious (1921)
- The Happy Pest (1921)
- Fool Days (1921)
- Straight from the Farm (1922)
- All Wet (1922)
- Spring Fever (1923)
- Highly Recommended (1924)
- Be Yourself (1924)
- His Bitter Half (1924)
- His First Car (1924)
- Never Again (1924)
- Stupid, But Brave (1924)
- The Garden of Weeds (1924)
- Lovemania (1924)
- Fair Warning (1925)
- Roped In (1927)
- Hot Times (1929)
- Western Knights (1930)
- Two Fresh Eggs (1930)
- Honeymoon Trio (1930)
- Aloha (1931)
- That's My Meat (1931)
- Bridge Wives (1931)
- Riders of Destiny (1933)
- His Private Secretary (1933)
- The Law of the 45's (1935)
- L'exdona de Bradford (The Ex-Mrs. Bradford) (1936)
- The Roaming Cowboy (1937)
- Melody of the Plains (1937)
- Love Nest on Wheels (1937)
- Moonlight on the Range (1937)
- The Fighting Deputy (1937)
- The Outcasts of Poker Flat (1937)
- The Rangers' Round-Up (1938)
- Knight of the Plains (1938)
- Songs and Bullets (1938)
- Gunsmoke Trail (1938)
- Trigger Pals (1939)
- Oklahoma Terror (1939)
- Murder on the Yukon (1940)
- Billy the Kid in Texas (1940)
- Billy the Kid Outlawed (1940)
- Billy the Kid's Gun Justice  (1940)
- The Lone Rider Rides On (1941)
- Billy the Kid's Range War (1941)
- The Lone Rider Crosses the Rio (1941)
- Billy the Kid's Fighting Pals/Trigger Men (1941)
- The Lone Rider in Ghost Town (1941)
- Billy the Kid in Santa Fe (1941)
- The Lone Rider in Frontier Fury (1941)
- The Lone Rider Ambushed (1941)
- Billy the Kid Wanted (1941)
- Billy the Kid's Round-Up (1941)
- The Lone Rider Fights Back (1941)
- The Lone Rider and the Bandit (1942)
- Billy the Kid Trapped (1942)
- The Lone Rider in Cheyenne (1942)
- Billy the Kid's Smoking Guns (1942)
- The Lone Rider in Texas Justice (1942)
- Law and Order (1942)
- Sheriff of Sage Valley (1942)
- Border Roundup (1942)
- Overland Stagecoach (1942)
- The Mysterious Rider (1942)
- Oulaws of Boulder Pass (1942)
- The Kid Rides Again (1943)
- Wild Horse Rustlers (1943)
- Fugitive of the Plains (1943)
- Death Rides the Plains (1943)
- Western Cyclone (1943)
- Wolves of the Range (1943)
- Law of the Saddle (1943)
- Cattle Stampede (1943)
- Code of the Plains (1943)
- Blazing Frontier (1943)
- Raiders of Red Gap (1943)
- Devil Riders (1943)
- Frontier Outlaws (1944)
- Thundering Gun Slingers (1944)
- Valley of Vengeance (1944)
- The Drifter (1944)
- Fuzzy Settles Down (1944)
- Wild Horse Phantom (1944)
- Oath of Vengeance  (1944)
- Lightning Raiders  (1945)
- His Brother's Ghost (1945)
- Shadows of Death (1945)
- Gangster's Den (1945)
- Stagecoach Outlaws (1945)
- Rustlers' Hideout (1945)
- Border Badmen (1945)
- Fighting Bill Carson (1945)
- Prairie Rustlers (1945)
- Gentlemen with Guns (1946)
- Terrors on Horseback (1946)
- Ghost of Hidden Valley (1946)
- Outlaws of the Plains (1946)
- Overland Riders (1946)
- Prairie Badmen (1946)
- Return of the Lash (1947)
- Ghost Town Renegades (1947)
- Border Feud (1947)
- The FIghting Vigilantes (1947)
- Pioner Justice (1947)
- Cheyenne Takes Over (1947)
- Stage to Mesa City (1948)
- Frontier Revenge (1948)
- Dead Man’s Gold (1948)
- Mark of the Lash (1948)
- Son of Billy the Kid (1949)
- Outlaw Country (1949)
- Son of a Badman (1949)
- King of Bullwhip (1950)
- The Thundering Trail (1951)
- The Dalton’s Women (1951)
- The Thundering Trail (1951)
- The Frontier Phantom (1952)
- The Black Lash (1952)

### Director
- Ship Ahoy (1920)
- She Loves Me, She Loves Me Not (1920)
- All Wet (1922)
- Be Yourself (codirigida amb Benjamin Stoloff) (1924)
- Never Again (1924)